# Schtschastja
Schtschastja (ukrainisch Щастя; russisch Счастье Stschastje) ist eine Stadt im Zentrum der ukrainischen Oblast Luhansk mit etwa 12.600 Einwohnern (2014).

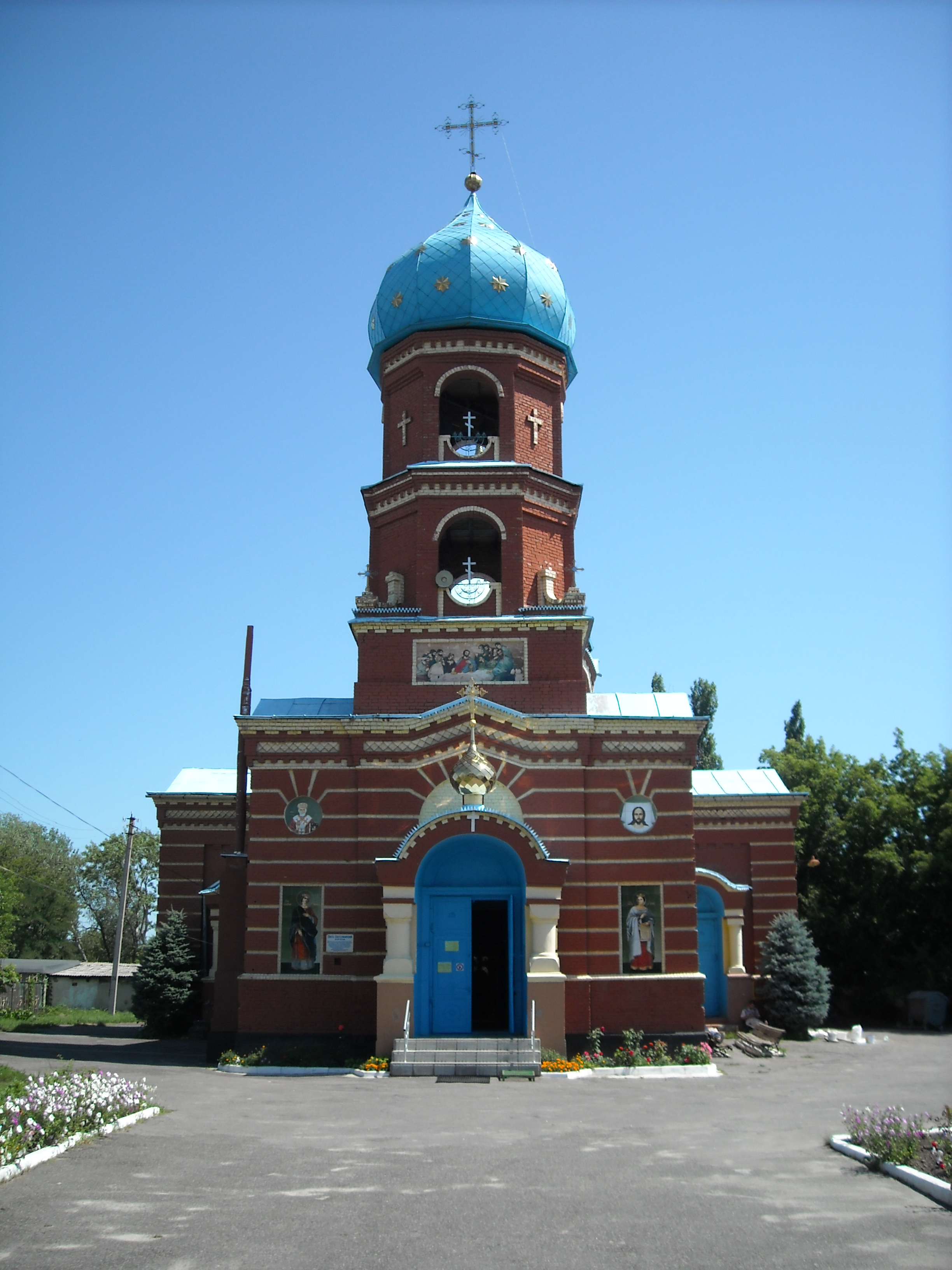
Orthodoxe Kirche in der Stadt

Schtschastja liegt am linken Ufer des Siwerskyj Donez 24 km nördlich der Oblasthauptstadt Luhansk und 36 km südöstlich vom ehemaligen Rajonzentrum Nowoajdar. Seit Juli 2020 ist die Stadt das Rajonszentrum des neugegründeten Rajons Schtschastja.
Die Mitte des 18. Jahrhunderts gegründete Ortschaft gehörte bis Oktober 2014 administrativ zum Stadtrajon Schowtnewe der Stadt Luhansk und gehört seitdem zum Rajon Nowoajdar, nachdem das Stadtgebiet von Luhansk südlich des Siwerskyj Donez im Zuge des Krieges in der Ostukraine von pro-russischen Rebellen besetzt wurde. Die Ortschaft trägt seit 1956 ihren heutigen Namen und besitzt seit 1963 des Status einer Stadt. Seit Mitte 2014 liegt die Stadt an der Front zu den Separatistengebieten der Ostukraine.
Durch die Stadt verläuft die Fernstraße N 21 und die Territorialstraße T–13–09. In der Stadt befindet sich das Kraftwerk Luhansk.

## Verwaltungsgliederung
Am 12. Juni 2020 wurde die Stadt zum Zentrum der neugegründeten Stadtgemeinde Schtschastja (Щастинська міська громада/Schtschastynska miska hromada). Zu dieser zählen auch die Siedlung städtischen Typs Petropawliwka sowie die 9 in der untenstehenden Tabelle aufgelistetenen Dörfer, bis dahin bildete sie die gleichnamige Stadtratsgemeinde Schtschastja (Щастинська міська рада/Schtschastynska miska rada) im Süden des Rajons Nowoajdar.
Seit dem 17. Juli 2020 ist sie ein Teil des Rajons Schtschastja.
Folgende Orte sind neben dem Hauptort Schtschastja Teil der Gemeinde:
| Name                     | Name             | Name                                  |
| ukrainisch transkribiert | ukrainisch       | russisch                              |
| ------------------------ | ---------------- | ------------------------------------- |
| Hejiwka                  | Геївка           | Геёвка (Gejowka)                      |
| Krjakiwka                | Кряківка         | Кряковка (Krjakowka)                  |
| Lobatschewe              | Лобачеве         | Лобачёво (Lobatschowo)                |
| Lopaskyne                | Лопаскине        | Лопаскино (Lopaskino)                 |
| Orichowe-Donezke         | Оріхове-Донецьке | Орехово-Донецкое (Orechowo-Donezkoje) |
| Peredilske               | Передільське     | Передельское (Peredelskoje)           |
| Petropawliwka            | Петропавлівка    | Петропавловка (Petropawlowka)         |
| Staryj Ajdar             | Старий Айдар     | Старый Айдар (Stary Aidar)            |
| Trjochisbenka            | Трьохізбенка     | Трёхизбенка                           |
| Wojtowe                  | Войтове          | Войтово (Woitowo)                     |

## Söhne und Töchter der Stadt
- Jewhen Krasnjakow (* 1960), Politiker[5]
- Waleri Solowei (* 1960), russischer Politologe und Historiker